# Bolesny rumień kończyn
Bolesny rumień kończyn (łac. erythromelalgia) – rzadka choroba, przebiegająca z napadowym zaczerwienieniem i ociepleniem kończyn, głównie palców, z towarzyszącym silnym bólem o charakterze pieczenia. Występuje częściej w obrębie stóp niż dłoni.

## Etiologia
Przebiega jako postać pierwotna i wtórna. W postaci pierwotnej występowanie objawów wiąże się z mutacją genu SCN9A zlokalizowanym na długim ramieniu chromosomu 24 (2q24). Dziedziczenie odbywa się autosomalnie dominująco.
Postaci wtórne pojawiają się w przebiegu innych chorób:
- zespołów mieloproliferacyjnych
- kolagenoz
- cukrzycy
- stwardnienia rozsianego
- AIDS
- przy stosowaniu niektórych leków
  - bromokryptyna
  - nifedypina
  - norefedryna

## Leczenie
Stosuje się leczenie objawowe. Pewne korzystne działanie wykazano podając aspirynę i inne niesterydowe leki przeciwzapalne (zwłaszcza indometacynę), klonazepam, propranolol, sertralinę. Poprawę przynosi również unikanie przegrzania kończyny, czy wręcz jej chłodzenie, unoszenie kończyny, unikanie wysiłków fizycznych.